# Imunostimulacija
Imunostimulanti ili imunostimulatori, su tvari koje stimuliraju imunološki sustav poticajem (stimulacijom) ili povećanjem aktivnosti bilo koje komponente imunološkog sustava. Jedan od značajnih primjera je GM-CSF (faktor kolonija granulocit makrofaga).

## Klasifikacija
Postoje dvije glavne kategorije imunostimulanata:
- Specifični imunostimulanti su oni koji pružaju antigensku specifičnost imunog odgovora, kao što su cjepiva,[1] i antigeni[2].
- Nespecifični imunostimulanti su oni koji djeluju neovisno od antigene specifičnosti kako bi povećali imuni odgovor drugih antigena, ili oni koji stimuliraju komponente imunog sustava bez antigenske specifičnosti. Brojne endogene (unutrašnje) supstance su nespecifični imunostimulatori. Primjerice za ženske spolne hormone je poznato da stimuliraju i adaptivni[3] i urođeni imuni odgovor.[4] Neke autoimune bolesti kao što je sistemski eritemski lupus preferencijalno ugrožavaju žene, i njihov početak se poklapa s pubertetom. Poznato je da i drugi hormoni reguliraju imuni sustav, primjerice prolaktin, hormon rasta i vitamin D.[5][6]

### Deoksiholna kiselina
Neke publikacije upućuju na imunostimulantni djelovanje deoksiholne kiseline (DCA). DCA djeluje na nespecifični imuni sustav, aktivirajući njegov glavni stanični tip, makrofage. Prema ovim publikacijama, dovoljna količina deoksiholne kiseline u ljudskom tijelu bi bila poput snažne imune reakcije nespecifičnog imunog sustava.

### Endogeni imunostimulanti
- Deoksiholna kiselina, stimulator makrofaga

### Sintetički imunostimulanti
- Makrokin (Tetrahloro-dekaoksid), stimulator makrofaga

### Biljni imunostimulanti
- Aloe Vera[10]
- Beta-glucan[11]

## Vanjske poveznice
- Imunostimulanti
- Veterinarska imunologija i imunopatologija žurnal
- Deoksiholna kiselina kao imunostimulant